# Meia

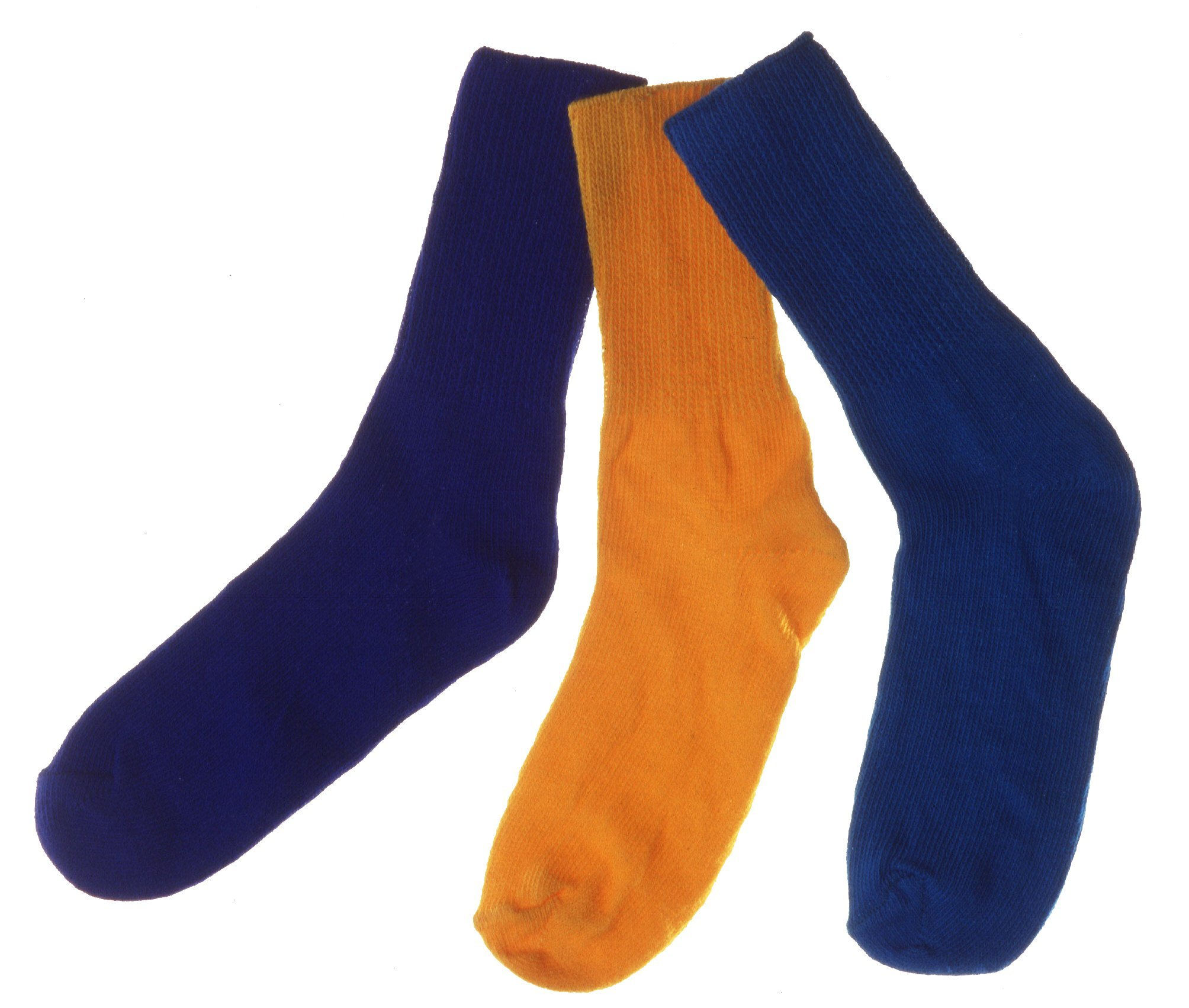
Meias de várias cores.

Uma meia é uma peça de roupa que calça ou veste o pé, a fim de aquecê-lo ou protegê-lo do contato direto com o calçado. As meias também podem servir como terapia no caso de doenças como varizes. A meia também é chamada de carpim no Rio Grande do Sul do Brasil e de peúga Norte de Portugal.
Um dos papéis das meias é absorver a transpiração. O pé está entre os produtores os mais pesados do suor no corpo, porque pode produzir sobre 0,25 pintas dos e.u. (0,12 l) do transpiração por o dia.
Classicamente constituída de ponta, pé, calcanhar e punho, em alguns casos se suprime alguma das partes como no caso das sem punho ou sem ponta como no caso das terapêuticas que são sem ponta. Detalhe de acabamento é que a ponta ou é fechada por remalhadeira ou por overloque, no segundo caso o acabamento é pior, porém mais produtivo e portanto menos dispendioso. Quando é fechada, pois as terapêuticas não o são. Industrialmente é feita em máquinas de tecer circulares específicas, que mudam o modo de tecimento nas diversas partes do artigo, podendo entretanto serem tecidas em teares retilíneos, embora isso seja contrassenso por conta de aumentar o custo do produto.
Em alguns esportes, tais como beisebol e futebol e futsal, os jogadores normalmente usam meias na altura dos joelhos. Essas "meias grandes" são chamadas de meiões.